# 德科蘭·當納利
德科蘭·當納利，OBE（Declan Joseph Oliver 'Dec' Donnelly，1975年9月25日—）是英國的一位電視節目主持人和演員。他和安東尼·麥帕特林是英國喜劇組合Ant & Dec的成員，主持眾多電視節目。它還出演過兒童電視劇Byker Grove，並且是音樂二人組PJ & Duncan的成員。